# Harry Kim
L’alferes Harry S. L. Kim és un personatge de ficció que va aparèixer a cadascuna de les set temporades de la sèrie de televisió estatunidenc Star Trek: Voyager. Interpretat per Garrett Wang, és l'oficial d'operacions a bord de la nau espacial USS Voyager de la Flota Estel·lar.
El personatge va aparèixer per primera vegada a l'episodi pilot de la sèrie, "El Guardià". El personatge va continuar apareixent al llarg de la sèrie en un paper principal, amb la seva última aparició al final, "Endgame". En aquest episodi, es veu una versió de futur alternatiu del personatge com a capità de la Flota Estel·lar. Normalment es mostra com a ingenu, especialment en situacions romàntiques, però dotat. El personatge troba la primera ruta possible de la nau cap a casa, i en un futur alternatiu, aconsegueix desenvolupar un propulsor transcurvatura que li permet a ell i a Chakotay viatjar a casa en qüestió d'hores, però mata la resta de la tripulació. Els productors havien considerat si matar Kim o no durant la tercera temporada. Posteriorment, Wang va repetir el paper de Harry Kim per a la sèrie feta per fans Star Trek: Renegades. El 2024, Wang va repetir el paper de diverses versions de realitat alternativa de Harry Kim al penúltim episodi de Star Trek: Lower Decks, "Fissure Quest".

## Concepte i desenvolupament
Com que mai ha experimentat l'adversitat, té menys eines per afrontar-la que alguns dels altres. Tot i que intenta evitar que aquests pensaments aflorin, té por. Està desbordat en aquesta missió; pensava que se n'aniria durant un mes i després tornaria a casa per compartir les seves aventures amb la seva gent. Però el que ha passat és impensable, i sovint té la sensació que només és un malson, que es despertarà a la seva habitació de casa, amb el so de la seva mare cantant al jardí i el seu pare martellejant planxes de coure per a escultures. 
El personatge va passar per més d'un nom abans de ser escollit, i en un moment donat es va anomenar Jay Osaka. La bíblia de la sèrie de Star Trek: Voyager descrivia Kim com una persona protegida que havia intentat correspondre a l'amor dels seus pares complint les seves expectatives per ell a l'Acadèmia de la Flota Estel·lar. Winrich Kolbe, el director del pilot de la sèrie "Voyager" "El Guardià", va participar en el procés de càsting i ho va trobar difícil amb Kim, ja que no hi havia un gran nombre de joves actors asiàtics per triar. Va dir que el paper era un "personatge inexpert i ingenu", i que l'actor escollit per interpretar Kim hauria de lluitar per mantenir-se al capdavant dels episodis.
En el moment del càsting, Garrett Wang només feia aproximadament un any i mig que actuava, i després de ser escollit per al paper, va ser descrit per Kolbe com un "actor jove i prometedor, però necessita aprendre, i això li portarà temps. És un dels actors que ha de treballar molt en el seu ofici per mantenir-se al dia amb els altres". La ingenuïtat del personatge es va emfatitzar als informes dels mitjans de comunicació, amb TV Guide descrivint el personatge abans del llançament de la sèrie com a "força verd".

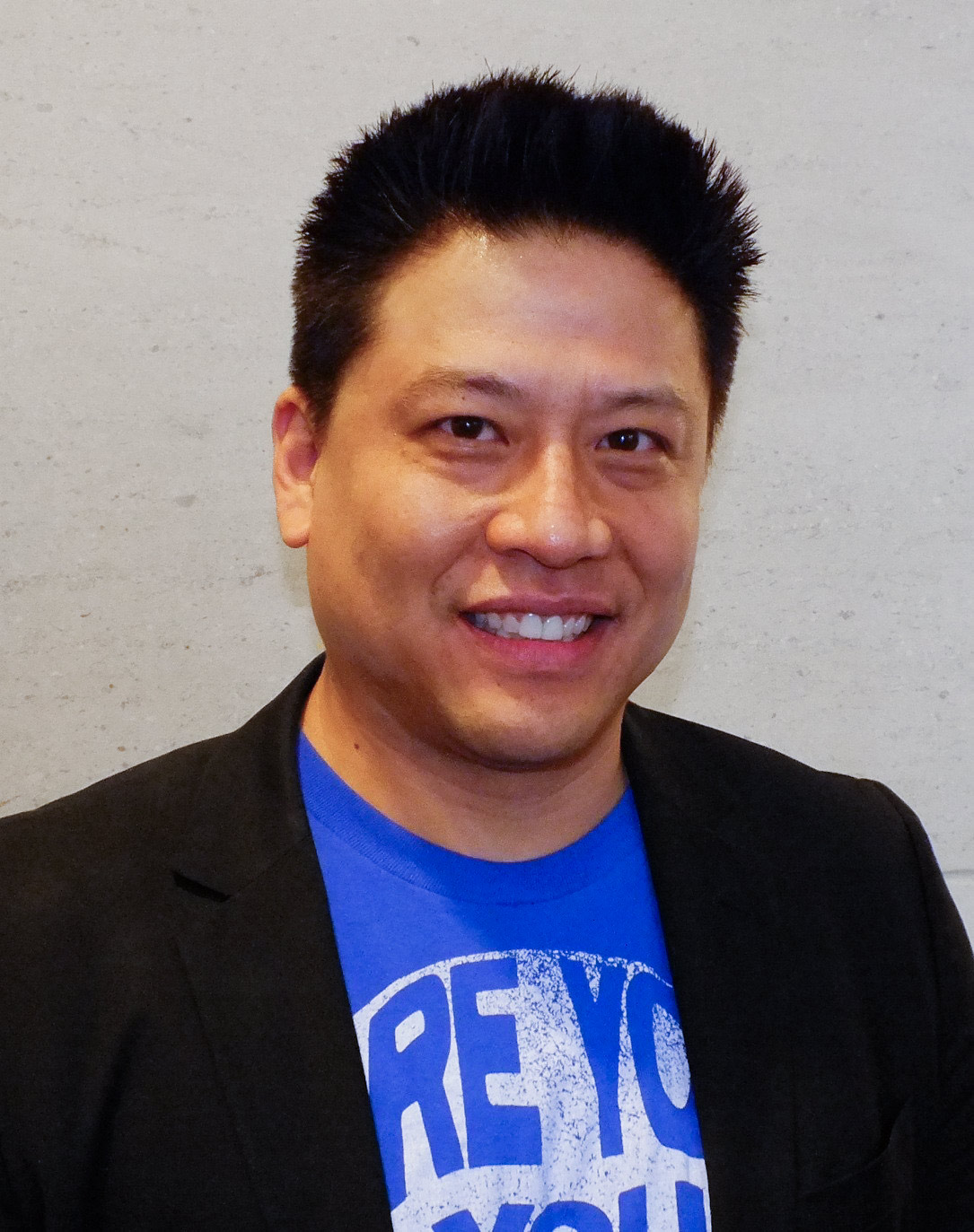
Garrett Wang va ser escollit com a Harry Kim i va aparèixer a les set temporades de Voyager en aquest paper.

Wang estava entusiasmat amb el seu nou paper, descrivint els antecedents de Kim dient que "Vaig tenir una carrera estel·lar a l'Acadèmia de la Flota Estel·lar i bàsicament sóc el novell del pont. Sóc asiàtic-americà. Hi ha la competència professional, però també la por interior: 'Oh, Déu meu, són massa grans aquests calçons per a mi?'" La seva herència se centra en el Zen i les arts marcials".. Sobre el càsting, va dir que "El meu objectiu ara és fer la millor feina possible interpretant Harry Kim i començar a retornar als meus pares el suport financer inexplicable que m'han donat al llarg dels anys". El pilot de Voyager es va emetre el 16 de gener de 1995.
Wang havia estat d'acord inicialment amb l'escriptura de la sèrie fins al final de la segona temporada, quan va preguntar als guionistes de producció si podia tenir algunes escenes d'acció i potser una història d'amor. En aquell moment es va adonar que era l'únic membre del repartiment principal sense un doble d'acció, ja que mai no havia tingut una escena d'acció que en requerís un. Això va fer que Brannon Braga escrivís "Non sequitur", al que Wang va respondre a Rick Berman que no calia donar-li totes les seves peticions en un sol episodi. Després d'això, es va involucrar més en suggeriments per a la direcció de personatges, però els guionistes van evitar donar a Kim un element més còmic similar a El Doctor (Robert Picardo) i Neelix (Ethan Phillips). Wang es va descriure a si mateix com algú que explica acudits i fa imitacions als sets i estava decebut per no poder utilitzar aquesta naturalesa. En un moment donat, els productors havien planejat matar permanentment Harry Kim durant la tercera temporada, però després que Wang fos inclòs a la llista de les persones més sexis de la revista People de 1997, el pla es va abandonar.
A la cinquena temporada de Voyager, certs personatges van ser vistos per part de l'equip de producció com a infrautilitzada, Kim entre ells. Això va portar a episodis que col·loquessin Kim, Chakotay i Tuvok en posicions centrals, inclòs l'episodi "Timeless" per al personatge de Kim. Wang va quedar satisfet amb l'episodi i va considerar que poder actuar com les dues versions diferents de Kim mostrava "una gran dicotomia". Després del final de la sèrie el 2001, Wang havia pensat que el personatge s'hauria d'haver promocionat durant el transcurs de la sèrie, però els productors li van dir que "algú ha de ser l'alferes".

## Aparicions
Kim va néixer l'any 2349. Després de graduar-se a l'Acadèmia de la Flota Estel·lar l'any 2370, la seva primera missió va ser com a oficial d'operacions a bord de l'USS Voyager, tal com es veu a "El Guardià". Kim immediatament es va fer amic de Tom Paris (Robert Duncan McNeill) després que fos assignat a la nau per a la missió en què la Voyager va ser enviada a rastrejar una nau Maquis a les  Badlands. Durant aquesta missió, la nau és enviada uns 70.000 anys llum al Quadrant Delta, on Kim i B'Elanna Torres (Roxann Dawson) són segrestades a un centre mèdic Ocampa. Ambdues infectades per una malaltia desconeguda, són rescatades i curades a la Voyager en la seva fugida de la ciutat subterrània; es curen a bord. En el moment de l'encallament del vaixell, Kim estava promès per casar-se, però Paris va animar Kim a sortir amb altres membres de la tripulació.
A "L'ull de l'agulla", Kim va trobar el primer contacte de la nau amb el Quadrant Alfa quan va descobrir un micro-forat de cuc. Es va descobrir que estava connectat a l'espai romulà uns vint anys en el passat. Kim viatja dues vegades a través de sistemes de transport de llarg abast. A "Emanacions", és transportat accidentalment al món natal dels Vhnori pels efectes d'un sistema funerari alienígena. Escapa del Vhnori i aconsegueix passar pel sistema funerari, acabant les seves funcions vitals però retornant-lo a la «Voyager» a temps per ser reviscut. Quan la tripulació es troba amb els Sikaris a «Factors primordials», Kim és el primer tripulant a ser transportat a través del seu trajector espacial a una distància d'uns 40.000 anys llum. Finalment, la tecnologia resulta incompatible amb els sistemes de la Voyager. En data estel·lar 48693.2 (l'episodi "Herois i dimonis"), Kim és el primer membre de la tripulació que es converteix en energia per una criatura alienígena que apareix en un programa de la holocoberta Beowulf. Després que el Doctor resolgui la situació, Kim i dos altres membres de la tripulació es recuperen.
Després d'un accident amb el transportador, Kim es desperta a San Francisco al costat de la seva promesa, Libby (Jennifer Gatti) a l'episodi "Non sequitur". Descobreix que ell mai va viatjar a bord de la Voyager, i tampoc ho va fer Paris. Després de ser contactat per un extraterrestre, descobreix que el transportador va interactuar amb un "flux temporal" extraterrestre i el va enviar a un realitat alternativa. Després de rebre ajuda de Paris i l'alienígena, aconsegueix restaurar la línia temporal i tornar a la Voyager. Durant l'episodi "Visions persistents", Kim al·lucina amb Libby després que la Voyager intenti entrar a l'espai bothan. En data estel·lar 49548.7, la Voyager entra en un núvol de plasma per evitar les naus vidiianes en un «Punt mort». Resulta malmès i Kim és xuclat a través d'una bretxa al buc cap a l'espai i mor, mentre que Naomi Wildman mor poc després de néixer. La tripulació troba llavors una «Voyager» duplicada en millor estat que ocupa el mateix espai però lleugerament fora de fase. Quan els vidiians ataquen l'altra "Voyager", la Kim alternativa és enviada a la versió danyada de la nau que transporta la Naomi Wildman viva poc abans que la "Voyager" alternativa s'autodestrueixi. Això destrueix les dues naus vidiianes, i la versió danyada de la «Voyager» continua el seu camí, portant una versió diferent de Kim i Wildman.
Mentre estan de permís a terra a Akritiri, Kim i Paris són acusats falsament d'un atemptat terrorista amb bomba. Són empresonats en una estació espacial, mentre la tripulació de la «Voyager» localitza els veritables delinqüents, que els ajuden a rescatar els seus tripulants (episodi «El conducte».) Mentre la tripulació estudia una nebulosa («Alter Ego»), Kim i Tuvok s'aferren romànticament a un personatge de l’holocoberta; es revela que està controlada per un extraterrestre en una estació espacial propera. Kim s'infecta amb ADN taresià, cosa que el porta a sospitar que pot ser un membre de la seva espècie a  "El fill pròdig". Però després de descobrir que tot és una estratagema per extreure el seu material genètic, és salvat per la «Voyager». En un futur alternatiu vist a "Abans i després", Tom Paris i Kes (Jennifer Lien) es casen i donen a llum una filla, Linnis (Jessica Collins). Linnis i Kim es casen i tenen un fill, Andrew Kim.
Kim s'infecta després de ser atacat per un membre de l'Espècie 8472 mentre és membre d'un equip d’atac a bord d'un cub Borg a "L'escorpí". El Doctor el cura després que l'holograma desenvolupi un procés utilitzant nano-sondes Borg. Inicialment està aprensiu a l'hora de treballar amb l’antiga Borg Set de Nou (Jeri Ryan), però aviat forma una nova amistat. Després dels esdeveniments de "Dimoni", Kim és un dels primers membres de la tripulació a ser duplicat per una entitat alienígena en un planeta de classe Y. La tripulació duplicada mor més tard després d'abandonar el planeta i oblida que són duplicats. La versió duplicada de Kim és l'últim capità de la nau, abans de decidir sortir de la curvatura expulsant el nucli de curvatura, destruint-lo. Kim desenvolupa un motor transcurvatura a "Timeless", que hauria de permetre a la Voyager tornar al Quadrant Alfa en hores. Durant el viatge de tornada a casa, la nau és destruïda, però Kim i Chakotay aconsegueixen arribar en una llançadora. Anys més tard, un Kim més vell i Chakotay troben la "Voyager" destruïda i Kim aconsegueix enviar un missatge enrere en el temps a Set de Noue, evitant el desastre i reiniciant la línia temporal.
Kim s'infecta amb un enllaç bioquímic després de tenir relacions sexuals amb una Varro anomenada Tal (Musetta Vander) a "The Disease" i decideix passar pels símptomes d'abstinència sense tractament. Juntament amb Tom Paris, Kim crea un programa d'holocubierta per a un poble irlandès a "Fair Haven". Això més tard causa problemes quan els personatges de l'holocoberta comencen a reconèixer els canvis fets al programa i que la tripulació de la Flota Estel·lar no és del seu "món". Kim torna a ser empresonat per una raça alienígena a "Body and Soul" quan forma part de la tripulació del Delta Flyer, que és capturat pels Lokirrim per transportar un holograma a través del seu espai. Mentre és en un altre missió al Delta Flyer a "Nightingale", Kim pren el comandament d'una nau Kraylor, volent demostrar que pot comandar després de passar els darrers set anys com a alferes a bord de la Voyager. Aconsegueix tornar la nau al seu món natal, evadint una flota Annari en ruta. A "Prophecy", Kim és perseguit sexualment per la klíngon Ch'Rega (Peggy Jo Jacobs); qui més tard triarà Neelix. En el futur alternatiu que es veu al començament del final de la sèrie, "Endgame", Kim ha estat ascendit al rang de capità a bord de l'USS Rhode Island. Intenta convèncer l'almirall Kathryn Janeway (Kate Mulgrew) que no viatgi en el temps per ajudar la Voyager a tornar a casa, però en canvi l'ajuda quan una nau klíngon ataca la seva llançadora.
A la temporada 5 de Star Trek: Lower Decks , diversos Harry Kims de realitat alternativa serveixen a bord de la nau de classe Defiant de la Secció 31 Anaximander, tots els quals són polissons interdimensionals rescatats per la nau. Només l'última versió de Kim ha estat ascendit i ara és un tinent de ple dret, mentre que la resta dels Kims encara són només alferes, almenys dos dels quals encara estaven atrapats al quadrant Delta quan van caure per una esquerda interdimensional. Insatisfet amb el camí que han pres els seus homòlegs i demostrant ser mentalment inestable, el tinent Kim segresta els seus homòlegs i segresta la nau interdimensional Beagle, intentant tornar a la seva pròpia realitat. Quan els altres Kims resisteixen, el tinent Kim els teletransporta de tornada a l'"Anaximander", però ell es nega a acceptar que raonin. Ja molt malmès, el "Beagle" explota un cop entra a l'esquerda, matant el tinent Kim i desestabilitzant l'esquerda, posant tot el multivers en perill de destrucció. L'"Anaximander" empeny l'ona d'energia cap a l'univers principal amb l'esperança que el duplicat del transportador del capità William Boimler i els seus amics puguin trobar una solució a temps per salvar el seu univers de la destrucció.

### Novel·les de rellançament de la Voyager
El 2003, Pocket Books va llançar una sèrie de novel·les no canòniques ambientades després del retorn de la Voyager al Quadrant Alfa. En aquestes novel·les, Harry Kim és ascendit a tinent i assignat com a cap de seguretat a bord de la Voyager sota el comandament del capità Chakotay. A la novel·la derivada de Star Trek: Online The Needs of the Many, publicada el 2010, Harry Kim és el comandant de la Base Estel·lar 11 l'any 2400.

## Recepció

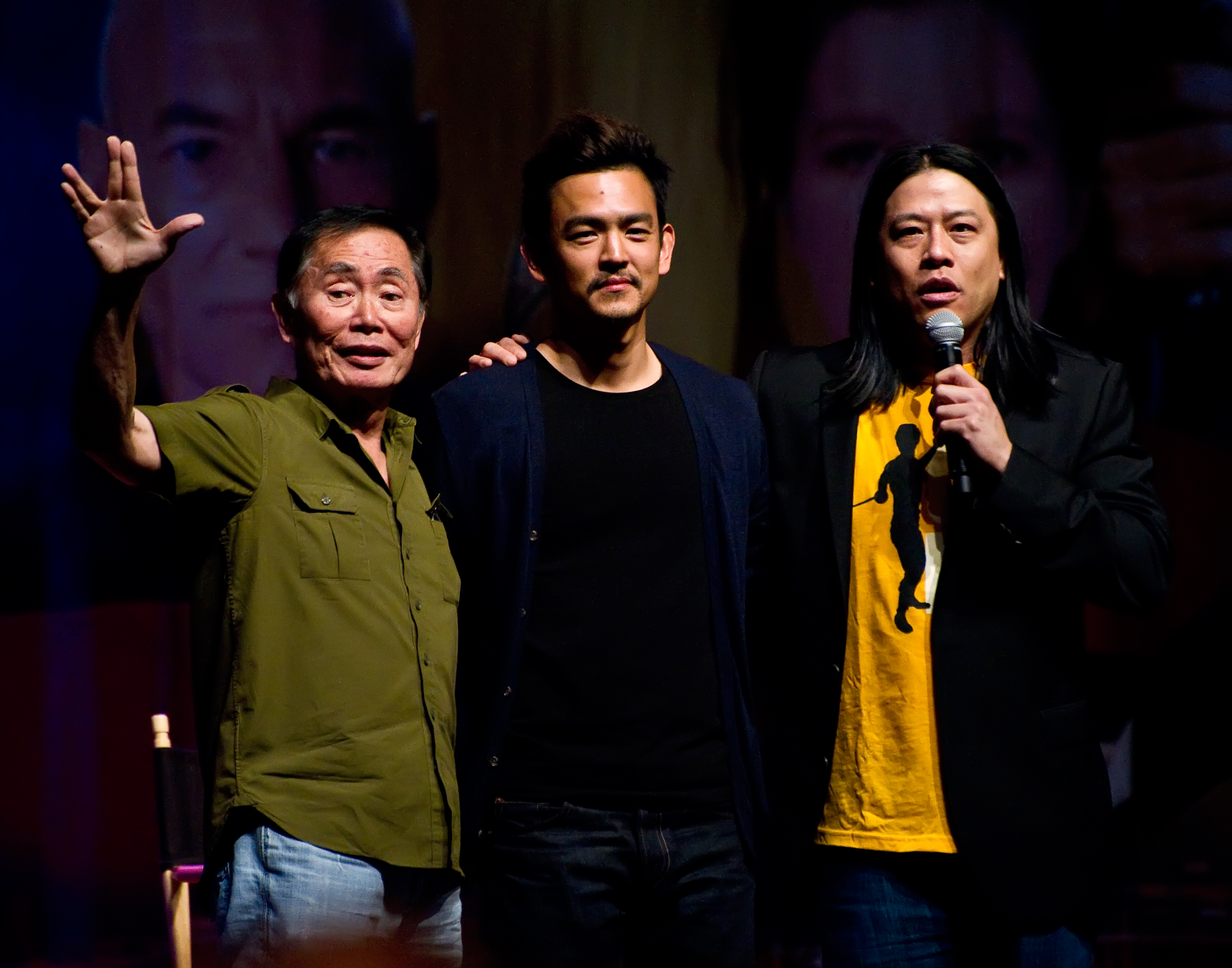
Garrett Wang, amb George Takei i John Cho, dos altres actors de Star Trek d'ascendència asiàtica

Els crítics han descrit la naturalesa maternal de Janeway sobre Kim, amb la tripulació formant una mena de xarxa familiar que té Kim com a fill de lloguer. La seva separació de la seva família nuclear a una edat primerenca es descriu com a cruel, i Janeway, Chakotay i Tuvok es destaquen com els seus pares de facto a la sèrie. Aquesta posició maternal va ser descrita per Michelle Erica Green en la seva ressenya de l'episodi "The Disease" per a TrekNation, que va descriure certes escenes com la Kim necessitant demanar permís a la "Mare" per tenir una relació amb una extraterrestre. Ella considerava que la malaltia en si mateixa feia que el personatge desenvolupés una "columna vertebral", ja que poques vegades s'havia afirmat anteriorment davant del Capità.
S'ha utilitzat Kim per mostrar el multiculturalisme de Star Trek: Voyager. Una escena, descrita per Elisabeth Anne Leonard, a l'episodi "Cares", presentava una vista general al voltant de la taula de comandament de Janeway, Chakotay, Tuvok i Kim, mostrant una dona de raça caucàsica, un natiu americà, un home d'ascendència asiàtica i un vulcanià negre en una sola imatge. S'ha destacat l'optimisme persistent de Kim, ja que és un dels pocs personatges de la sèrie que, a la setena temporada, encara creien que tornarien a casa durant la seva vida. Kim semblava ser capturat amb freqüència per espècies alienígenes durant el transcurs de la sèrie, fins al punt que es va descriure com una de les històries típiques que es veuen a Voyager durant una revisió de The A.V. Club.
Els autors del llibre Deep Space and Sacred Time: Star Trek in the American Mythos afirmen que l'episodi "Punt mort", que presentava la mort de Kim, va ser un dels diversos exemples de la franquícia Star Trek on la mort d'un personatge principal s'inverteix mitjançant una existència paral·lela. Altres exemples s'inclouen a La nova generació amb el retorn de Tasha Yar a "L'Enterprise del passat" i la mort de Miles O'Brien a l'episodi de Deep Space Nine "Visionary". Van considerar que Kim també compartia una altra similitud amb "L'Enterprise del passat", ja que a l'episodi "Non Sequitur", sent que la realitat ha canviat, cosa que va ser similar a l'experiència que va sentir Guinan a l'episodi "La nova generació".
Entre les relacions de Kim hi havia la relació amb un personatge a l’holocoberta de la nau a l'episodi "Alter Ego", però després de construir una rivalitat per l'afecte del personatge amb Tuvok, es desinteressa després de descobrir que el personatge estava sent interpretat per una persona real. Aquesta relació es va destacar com a exemple de com Voyager descriu la dona ideal com una «encarnació objectiva del desig masculí sense un jo interior que compliqui l'anomenada relació que un home pot tenir amb ella».
Juliette Harrisson, per al lloc web Den of Geek, va descriure "Timeless" com el millor episodi de Harry Kim, i va ser el tercer millor episodi de Voyager en general. Va dir que "l'actuació amarga i emocionalment marcada de Wang manté unida una hora que també presenta algunes imatges precioses". Els episodis centrats en Kim es van incloure a la llista d'io9 dels pitjors episodis relacionats amb la holocoberta de Star Trek. Aquests van incloure "Desglaç", amb el pitjor moment descrit com "el tema del nadó Harry Kim". Altres episodis destacats com a dolents inclouen "Fair Haven", tot i que afirma que s'havia saltat "Herois i dimonis" de la primera temporada. Wang va tornar més tard a Star Trek en produccions fetes per fans i al paper de Harry Kim a Star Trek: Renegades, al costat de Manu Intiraymi i Tim Russ de Voyager.
El 2017, Screen Rant va classificar Harry com l'onzena persona més atractiva de l'univers de "Star Trek".. El 2018, CBR va classificar Harry Kim com el 24è millor personatge de la Flota Estel·lar de Star Trek.